# 鄧斯特布爾
鄧斯特布爾（英語：Dunstable）是英國英格蘭東部區域貝德福德郡的一個鎮，位於倫敦北部的郊區。它是一座集鎮，交通也十分發達。市內有格羅夫劇院。

## 友好城市
- 法國 布尔关雅略

## 外部連結
- This is Dunstable
- Dunstable Town Council （页面存档备份，存于）
- Animated and narrated legend of how Dunstable got its name[永久]